# Trinidad y Tobago en los Juegos Olímpicos de Río de Janeiro 2016
Trinidad y Tobago estuvo representado en los Juegos Olímpicos de Río de Janeiro 2016 por un total de 32 deportistas que compitieron en 8 deportes. Responsable del equipo olímpico es el Comité Olímpico de Trinidad y Tobago, así como las federaciones deportivas nacionales de cada deporte con participación.
El portador de la bandera en la ceremonia de apertura fue el atleta Keshorn Walcott.

## Medallistas
El equipo olímpico de Trinidad y Tobago obtuvo las siguientes medallas:
| Nombre          | Deporte   | Competición |
| --------------- | --------- | ----------- |
| Oro             |           |             |
| —               |           |             |
| Plata           |           |             |
| —               |           |             |
| Bronce          |           |             |
| Keshorn Walcott | Atletismo | Jabalina M  |